# Mateu Montserrat i Miquel
Mateu Montserrat i Miquel (El Pla de Santa Maria, 1951) és un polític català, diputat a la Diputació de Tarragona i diputat al Parlament de Catalunya en la VII Legislatura.

## Biografia
A les eleccions municipals espanyoles de 1979 fou escollit regidor del Pla de Santa Maria com a independent, repetí novament a les eleccions municipals espanyoles de 1995 i des del 2001 n'és alcalde (des del 2003 amb la llista de CiU). Des del 1999 és conseller comarcal de l'Alt Camp i diputat a les eleccions al Parlament de Catalunya de 2003. Actualment és vicepresident segon i conseller delegat de Mobilitat i Programa d'Actuació Comarcal al Consell Comarcal.